# Wnęka na Grzędzie
Wnęka na Grzędzie (Szczelina na Grzędzie Wyżnia) – jaskinia, a właściwie schronisko, w Dolinie Kościeliskiej w Tatrach Zachodnich. Wejście do niej znajduje się w żlebie Głębowiec, bocznym odgałęzieniu żlebu Żeleźniak, powyżej Szczeliny na Grzędzie, na wysokości 1280 metrów n.p.m. Długość jaskini wynosi 7 metrów, a jej deniwelacja 1,5 metrów.

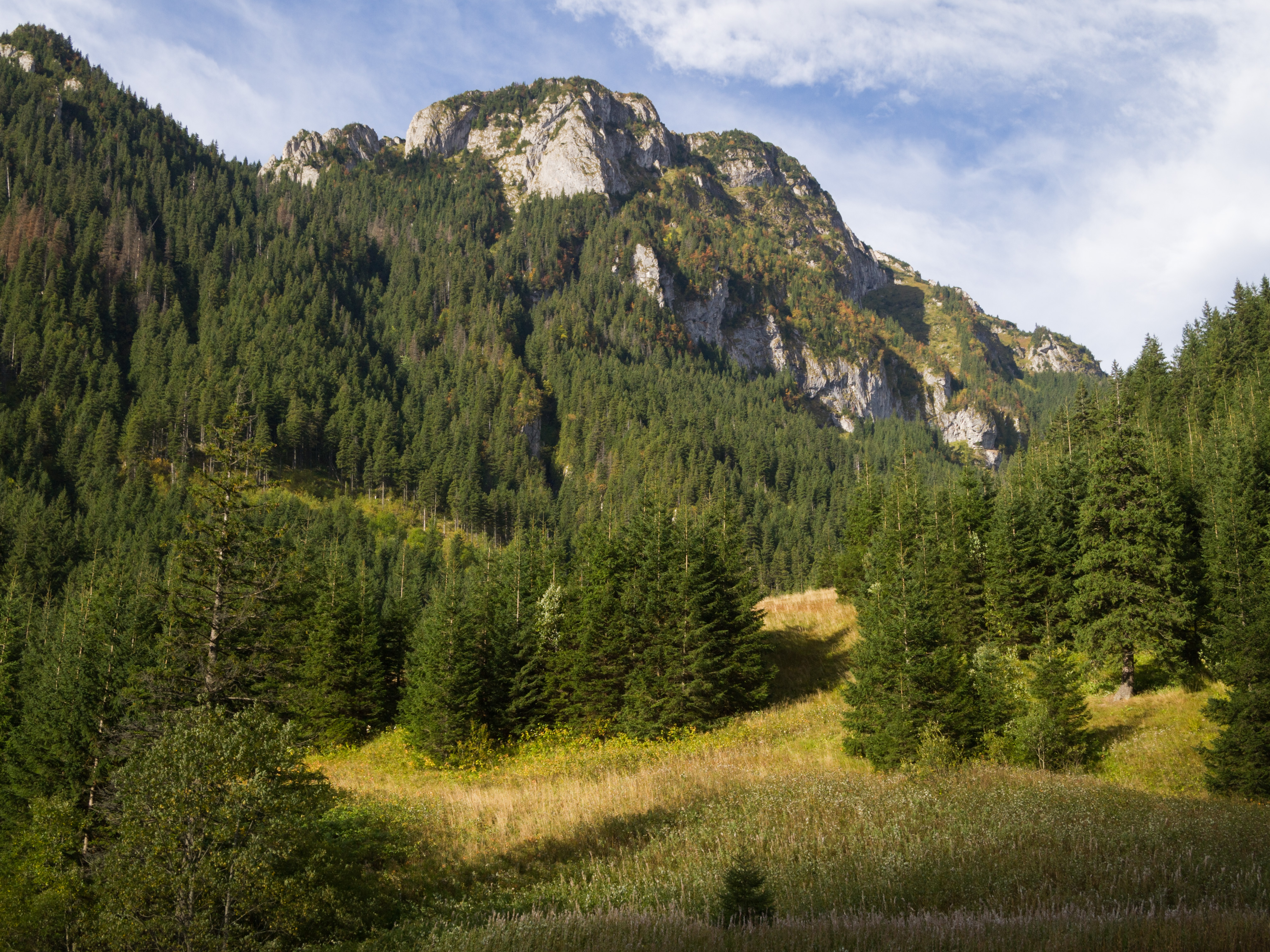
W środku pokryty lasem Głębowiec

## Opis jaskini
Jaskinia zaczyna się wnęką w skale podzielonej prożkiem na dwie części. Z obu tych części, dolnej i górnej, odchodzą krótkie, bardzo ciasne i poziome korytarzyki kończące się ślepo. 

## Przyroda
W jaskini brak jest nacieków. Ściany są suche, rosną na nich rośliny kwiatowe, paprocie, porosty i mchy.

## Historia odkryć
Jaskinia była znana od dawna. Jej pierwszy plan i opis sporządziła I. Luty przy pomocy J. Łabęckiej w 2003 roku.